# Carlos González Reigosa
Carlos González Reigosa, más conocido como Carlos G. Reigosa, (Lagoa, Pastoriza, Lugo, 2 de septiembre de 1948) es un escritor y periodista español.

## Trayectoria profesional
Es licenciado en Ciencias de la información y Ciencias Políticas. Comenzó su carrera periodística en La Voz de Galicia. Fue redactor de la agencia EFE desde 1974, donde ejerció de director de información (1990-1997)y director de publicaciones (1997-2004).
Es autor de multitud de artículos de crítica literaria y teatral y de política internacional, publicados en periódicos y revistas tanto españolas como americanas.
Ha publicado las novelas Oxford, amén (1982), Crime en Compostela (1984) (ganadora del Premio Xerais e iniciadora de la novela negra en la literatura gallega, además de uno de los libros más vendidos en lengua gallega), O misterio do barco perdido (1988), A guerra do tabaco (1996), Narcos (2001) e Intramundi (2002). 
Ha publicado los libros de relatos cortos (Homes de Tras da Corda, As pucharcas da lembranza, Irmán Rei Artur y Os outros disparos de Billy) y de investigación y ensayo periodístico, destacando entre ellos La agonía del león (Premio Internacional Rodolfo Walsh de Literatura Testimonial en 1996).
Ha dirigido varios cursos de verano sobre periodismo y literatura en la Universidad Complutense, Menéndez Pelayo (UIMP), Rey Juan Carlos y Santiago de Compostela, además de en diversas instituciones americanas (en Miami y Los Ángeles). Algunos de estos cursos fueron recogidos en libros: La información internacional en el mundo hispanohablante (1995), Información y Sociedad (1996) o Hemingway desde España (2001).
Es profesor del Máster de Relaciones Internacionales de la Universidad Complutense de Madrid y en el Máster de Periodismo de Agencias de la Universidad Rey Juan Carlos y la Agencia EFE.
En noviembre de 2008 fue galardonado con el premio de narrativa Torrente Ballester por la obra A vida do outro. Este premio, convocado por la Diputación de La Coruña, está dotado con 25.000 euros y la publicación de la obra.

## Obras

### En gallego
- Homes de tras da corda, 1982.
- Crime en Compostela, 1984.
- As pucharcas da lembranza, 1984.
- Irmán Rei Artur, 1987.
- O misterio do barco perdido, 1988 (novela).
- Fuxidos de sona, 1989, (ensaio, reportaxe xornalística).
- A guerra do tabaco, 1996 (novela).
- Narcos, 2001 (novela).
- Intramundi, 2002.
- Pepa A Loba, 2006.
- A vitoria do perdedor, 2013.

### En castellano
- Oxford, amen, 1982.
- Los otros disparos de Billy, 1986.
- El regreso de los maquis, 1992.
- La agonía del león, 1995.